# Калеви Кескстадион
Калеви Кескстадион (эст. Kalevi Keskstaadion) — таллинский стадион, открытый в 1955 году. Ранее назывался «Комсомольский стадион» (эст. Komsomoli staadion), но позже название поменяли.
Находится в районе Кесклинн. Принадлежит футбольному клубу «Калев», используется как для проведения футбольных матчей (в том числе чемпионата Эстонии), так и для соревнований по лёгкой атлетике, а также культурно-массовых мероприятий (танцы, митинги). Вмещает до 12 тыс. зрителей.

## История
Был построен в 1955 году (Комсомольский стадион, эст. Komsomoli staadion). С 1991 до 1998 года стадион принадлежал клубу «Таллинна Садам», с 2002 году принадлежит возрождённому клубу «Калев». В 2004 году состоялся капитальный ремонт стадиона.